# Yulia Galiámina

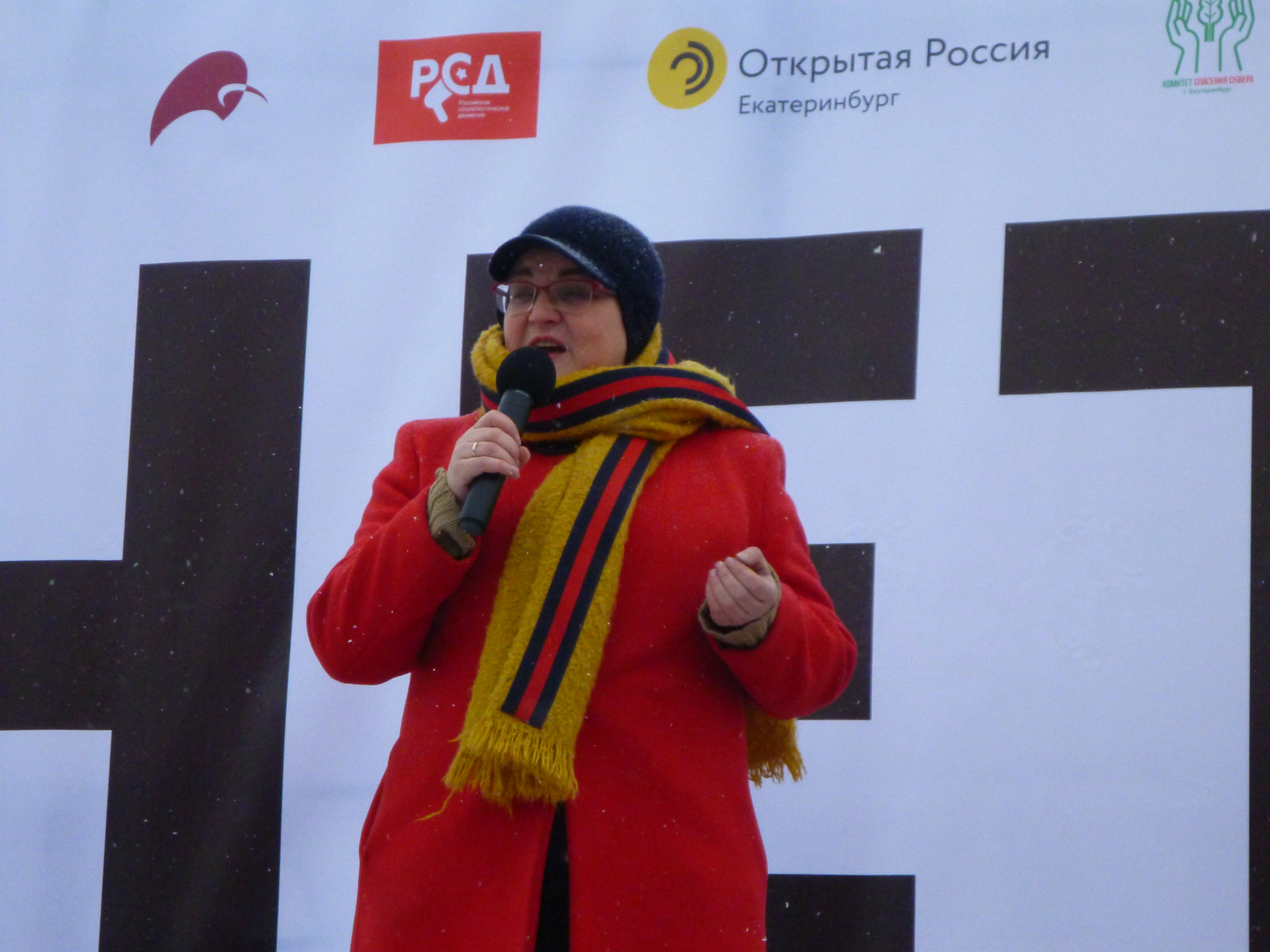
Yulia Galiámina en febrero de 2020.

Yulia Galiámina (en ruso: Юлия Евгеньевна Галямина; Distrito Timiryazevsky, Moscú, 23 de enero de 1973) es una lingüista y activista política rusa.

## Biografía
Doctora en Filología rusa, ha sido editora en jefe del periódico en línea "Kasparov.ru". En septiembre de 2017, fue elegida diputada municipal de un distrito de Moscú. En 2018, junto con el antropólogo Nikita Petrov, Yulia Galiámina se dio conocer en la recaudación de fondos para el tratamiento de Ket cantante de folk Aleksandr Kotusov (1955-2019) cuando él era un enfermo terminal y se quedó en la Kellog, el aislado pueblo natal. En el verano boreal de 2019, su candidatura fue rechazada por el "filtro electoral" en las elecciones de la Duma del Estado de Moscú. En enero de 2020, se convirtió en una de las organizadoras de la campaña del "No" a la enmienda constitucional por la que Vladímir Putin se perpetuó en el poder de por vida.

### "No al eterno Putin"
Miembro de Yábloko, partido político de la oposición, ha participado en centenares de protestas contra la política de Vladímir Putin y a menudo ha sido encarcelada por las autoridades rusas.
Yula Galyamina fue acusada de desplegar una pancarta con el eslogan "No al eterno Putin" en una concentración celebrada el 15 de julio de 2020 en la plaza Pushkin de Moscú. La policía arrestó a 140 personas durante esta acción, entre ellas a la activista Galiámina.